# Halle (Belgien)
 For alternative betydninger, se Halle. (Se også artikler, som begynder med Halle)
Halle er en by og kommune i Belgien.
15. februar 2010 kolliderede to tog lige uden for byen.